# Kathedraal van Concepción
De Kathedraal van Concepción (Spaans: Catedral de la Santísima Concepción) is een rooms-katholieke kathedraal van Concepción in Chili, 510 kilometer ten zuiden van Santiago.

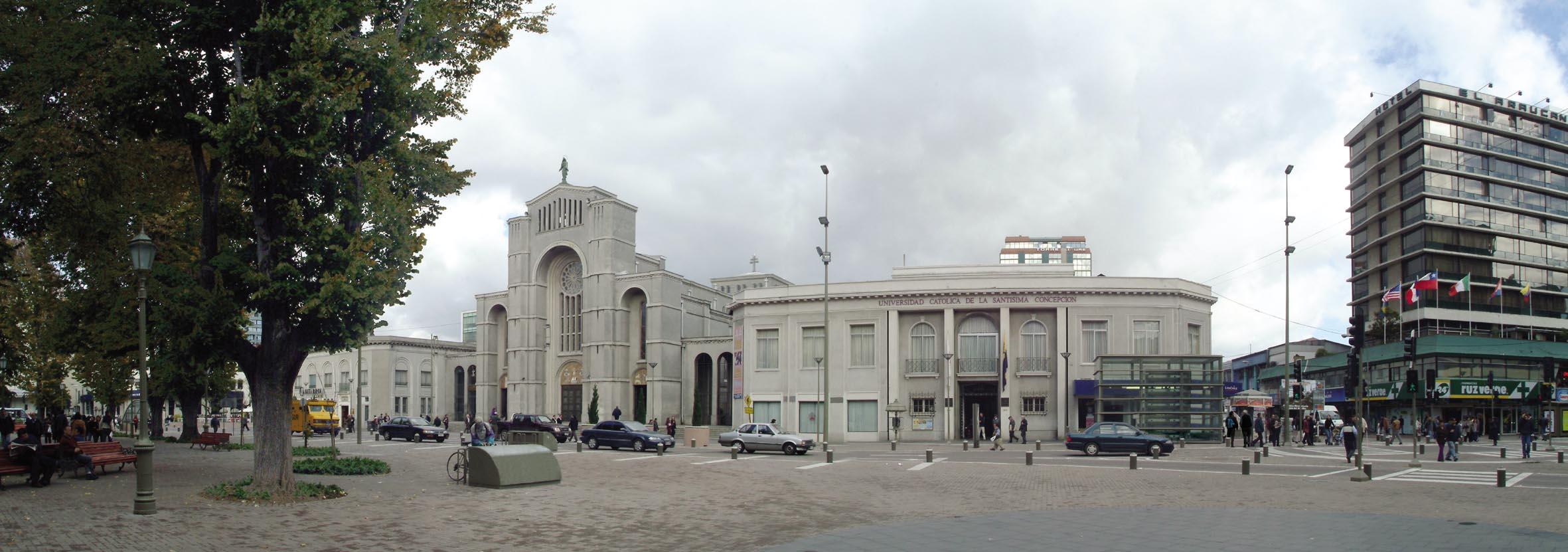
Zicht op de kathedraal van Concepción

## Oude kathedraal van Concepción

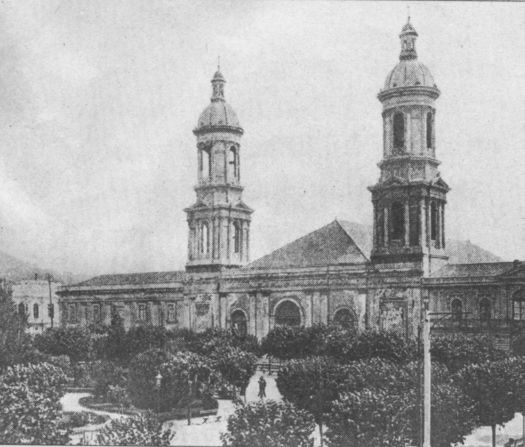
Oude kathedraal van Concepción

De oude kathedraal van de stad, gelegen op dezelfde plaats waar de huidige zich bevindt en die gebouwd was in neo-klassieke stijl, werd beschouwd als van grote architecturele, culturele en sociale waarde. Na de aardbeving van 1939 was deze te veel beschadigd. De twee torens wiebelden gevaarlijk, dus het gebouw moest worden gesloopt.

## Huidige kathedraal
Na de sloop van de oude kathedraal ontstond de behoefte om een nieuwe te bouwen. De bouw van de nieuwe kathedraal begon op 3 november 1940, en werd voltooid in 1950. De inwijding vond plaats op 11 juli 1964.

## Historisch erfgoed
Een afbeelding van de Onbevlekte Ontvangenis uit de 17e eeuw, een van de oudste stukken, is bewaard op het rechteraltaar van de kathedraal.

## Periode van militaire dictatuur

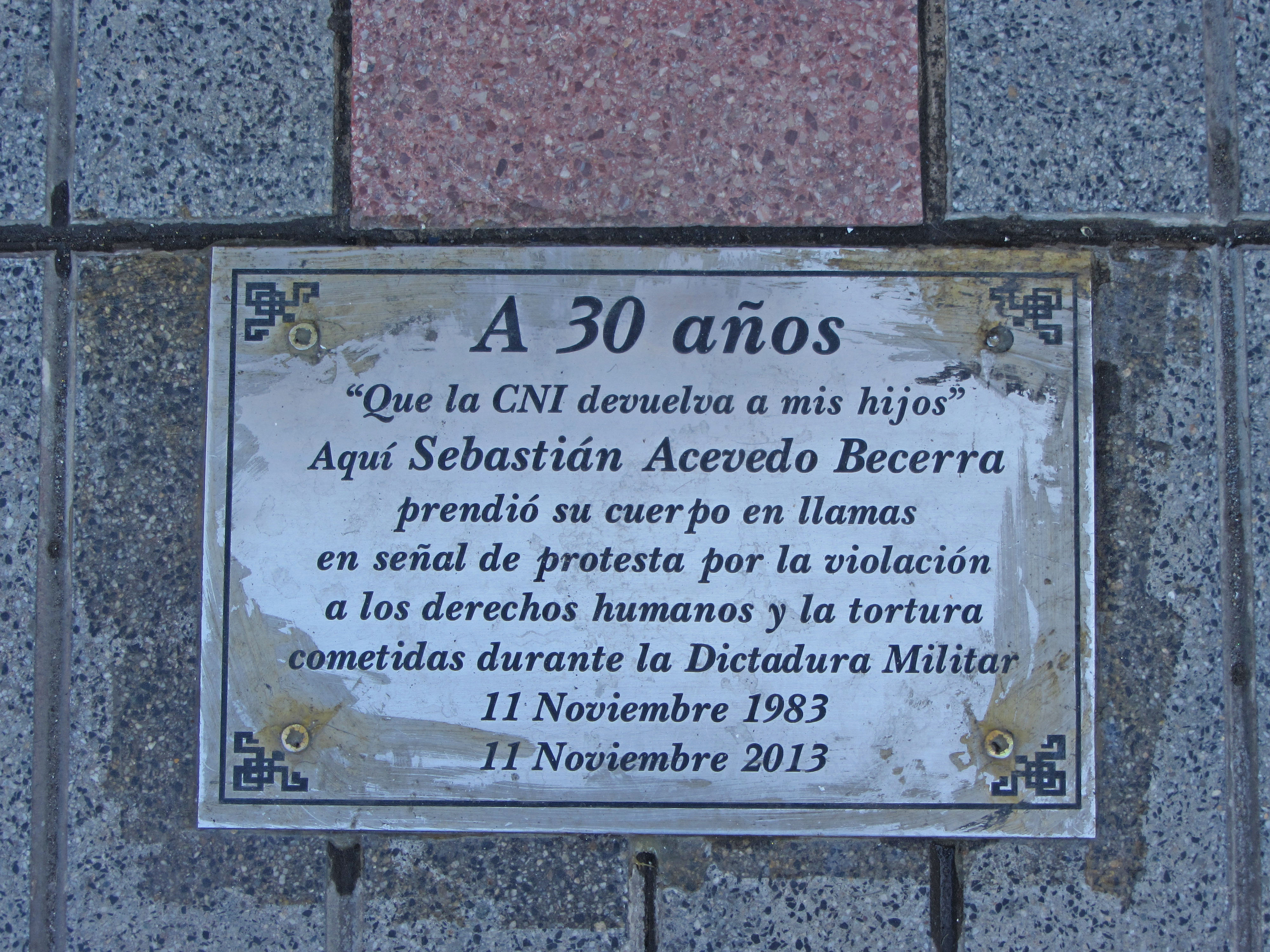
Plaquette Sebastián Acevedo

Op 11 november 1983, tijdens de militaire dictatuur van Augusto Pinochet, stak de arbeider Sebastián Acevedo Becerra zich op het plein voor de kathedraal in brand. Dit was een protest tegen de arrestatie en verdwijning van zijn kinderen twee dagen daarvoor door de CNI. Hieruit ontstond de Beweging tegen foltering Sebastián Acevedo; bij de ingang van de kathedraal werd een rood kruis met een plaquette met zijn naam aangebracht.

## Architectuur
De huidige kathedraal is deels neoromaans, met Byzantijnse en moderne elementen, en heeft de vorm van een Latijns kruis. De architecten waren Ramón Venegas, Carlos Casanueva Baluca en Fernando Urrejola Arrau.
Binnen is er een hoofdaltaar, twee zij-altaren en een groot fresco van de schilder José Alejandro Rubio Dalmatti. Ook zijn er glas-in-loodramen met afbeeldingen van heiligen en ijzeren deuren met passages uit het Oude en Nieuwe Testament. Het plafond is afgewerkt met hout en de maximale hoogte van het middenschip is 27 meter. De veelhoekige koepel bereikt een hoogte van 30 meter. De kerk volgt het basisplan van drie schepen zonder zijbeuk, met een apsis die het altaar bevat, en een brede toegangstrap naar het atrium dat uitkijkt op de westkant van de Plaza Independencia.
Als onderdeel van het complex bevindt zich naast de O'Higginsstraat de Sagrario-kapel. Aan de noordkant ligt het voormalige aartsbisschoppelijk paleis, tegenwoordig het hoofdkwartier van het aartsbisdom, met de kantoren van de aartsbisschop en de bisschoppelijke priesters. Een binnentuin van het blok verbindt dit complex met de gebouwen van de gemeente Concepción.

### Aula Magna

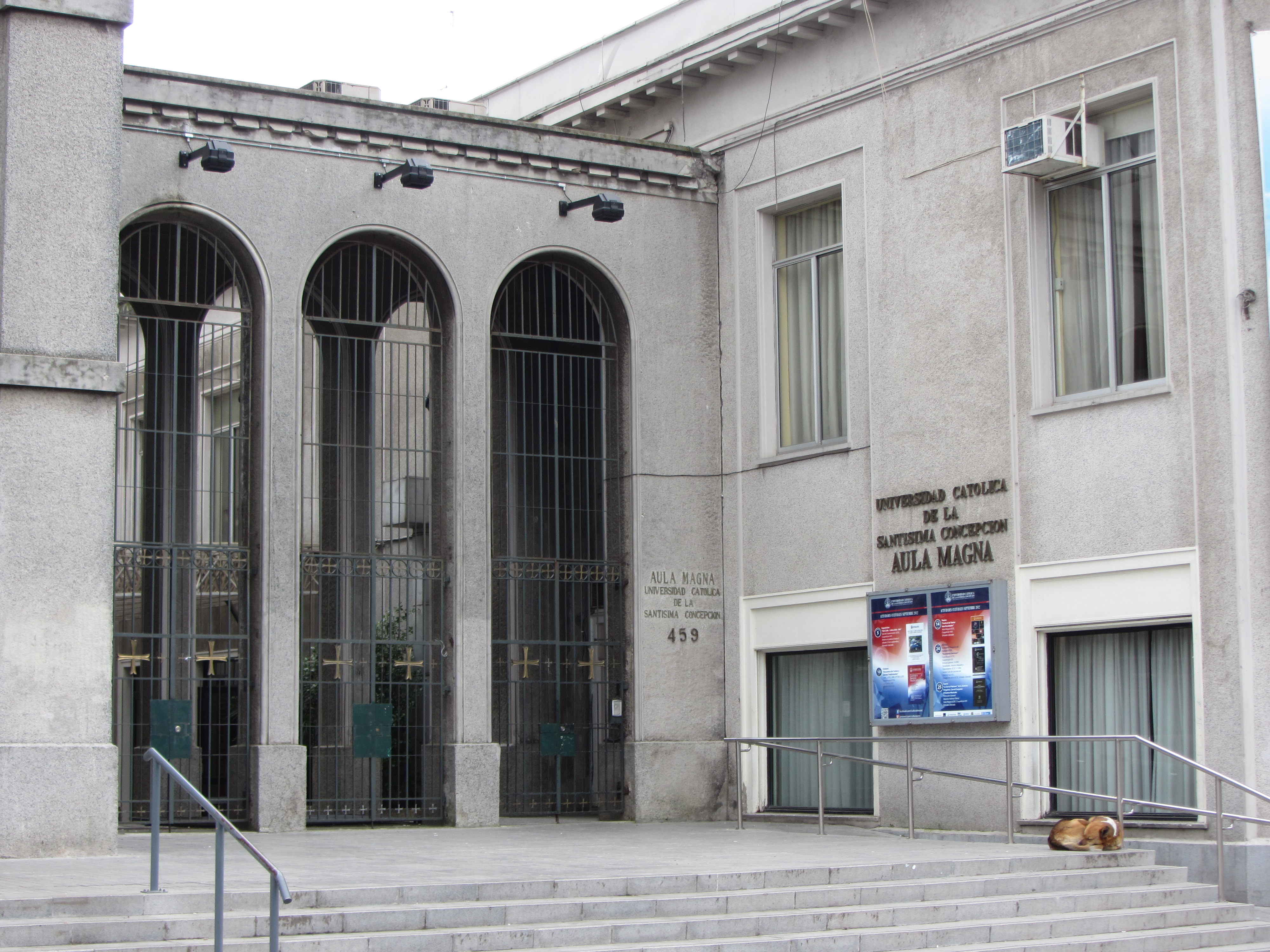
Aula Magna, aan de rechterkant van de kathedraal

De Aula Magna is een evenementencentrum van de Katholieke Universiteit van de Heilige Conceptie, waarin activiteiten zoals bacheloropleidingen, concerten, toneelstukken en conferenties worden gehouden.

### Museum voor Heilige Kunst
Het Museum voor heilige kunst van de Katholieke Universiteit van de Heilige Conceptie is een artistiek en historisch museum waar de geschiedenis van het aartsbisdom en de kathedraal wordt getoond. Voorts zijn er liturgische objecten, waaronder priesterlijke kleding, schilderijen en een missaal (gebedenboek) in het Latijn.
Het museum heeft een bronzen Custody met Venetiaans email uit de 17e eeuw en een Christusfiguur uit ivoor met filigraanwerk van zilver en cederhout, door Filips II van Spanje geschonken aan de oude kathedraal van Concepción.

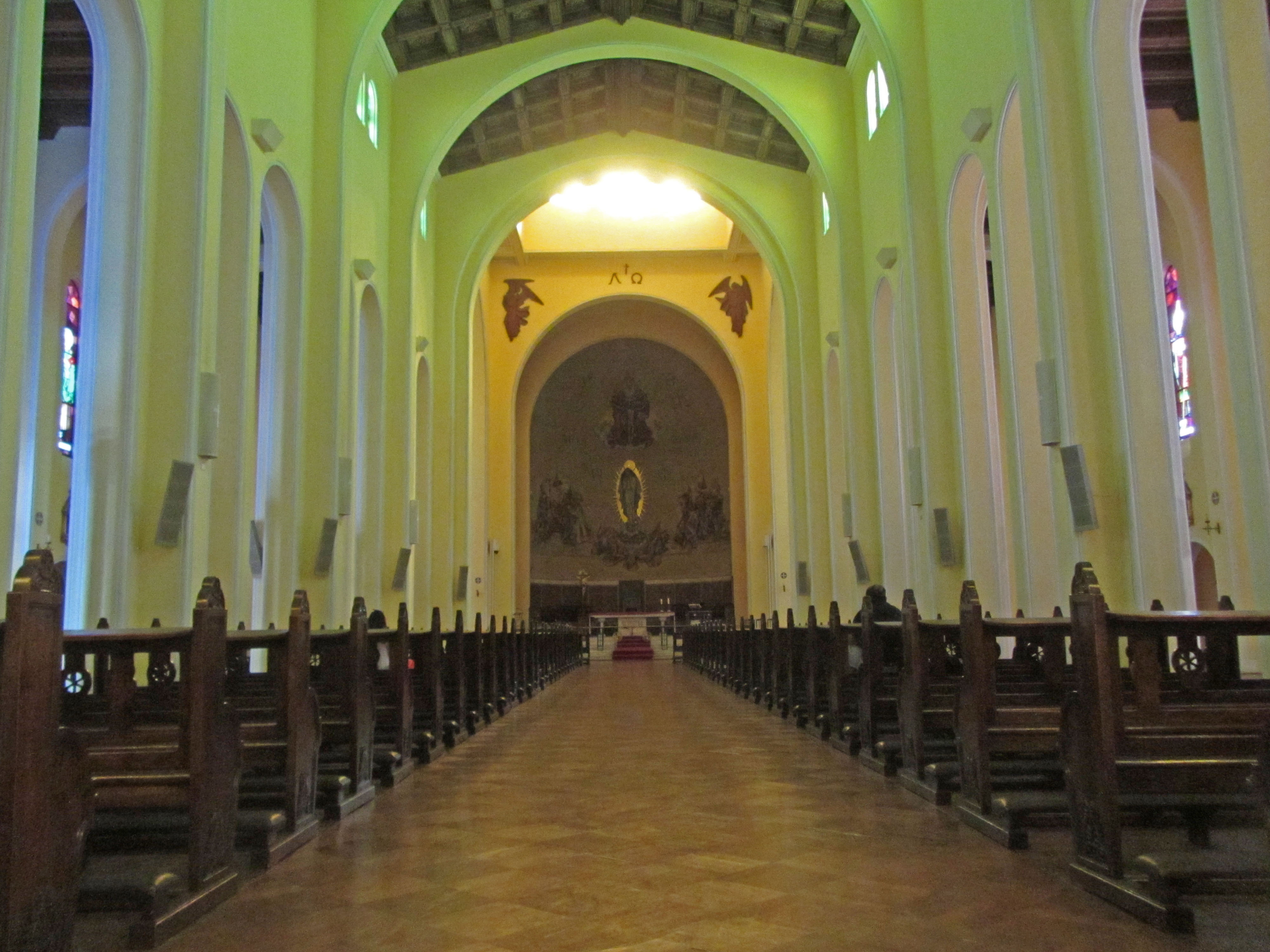
Interieur

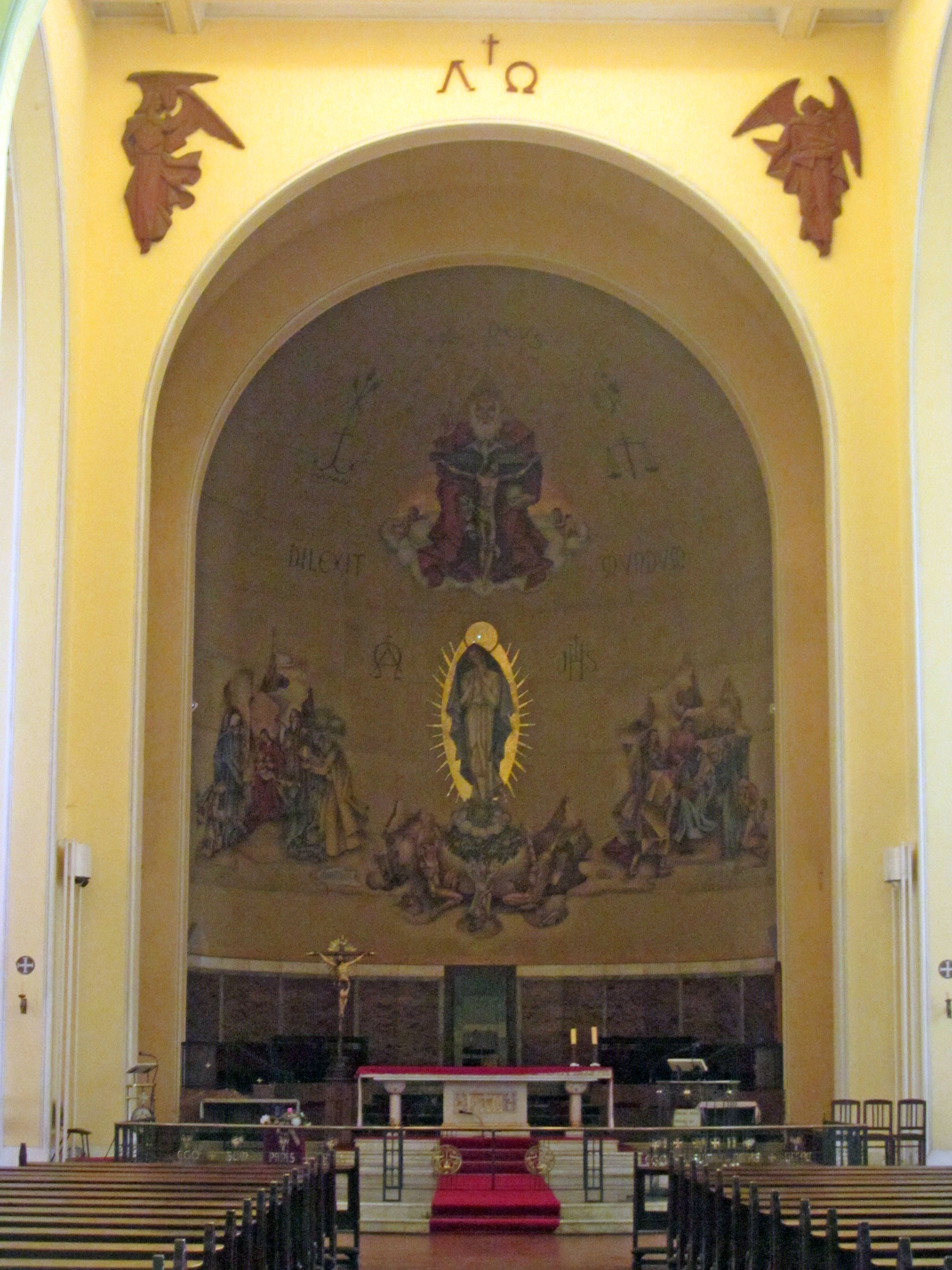
Altaar